# Sciapus tardus
Sciapus tardus är en tvåvingeart som beskrevs av Becker 1922. Sciapus tardus ingår i släktet Sciapus och familjen styltflugor. Inga underarter finns listade i Catalogue of Life.